# Нэдзу (станция)
Станция Нэдзу (яп. 根津駅 нэдзу эки) — железнодорожная станция на линии Тиёда, расположенная в специальном районе Бункё, Токио. Станция обозначена номером C-14. Была открыта 20-го декабря 1969 года. На станции установлены автоматические платформенные ворота.

## Окрестности станции
- Токийский университет
- Парк Уэно

## Планировка станции
Две платформы бокового типа и два пути.
| 1 | ○ Линия Тиёда | Отэмати, Омотэсандо, Ёёги-Уэхара, Каракида (Линия Тама)       |
| 2 | ○ Линия Тиёда | Ниси-Ниппори, Кита-Сэндзю, Аясэ, Абико (JR East Линия Дзёбан) |

## Близлежащие станции
| «     |  | Линия       |  | »       |
| ----- |  | ----------- |  | ------- |
| Юсима |  | Линия Тиёда |  | Сэндаги |